# (27375) Asirvatham
(27375) Asirvatham est un astéroïde de la ceinture principale d'astéroïdes.

## Description
(27375) Asirvatham est un astéroïde de la ceinture principale d'astéroïdes. Il fut découvert le 9 mars 2000 à Socorro (Nouveau-Mexique) par le projet LINEAR. Il présente une orbite caractérisée par un demi-grand axe de 2,30 UA, une excentricité de 0,20 et une inclinaison de 7,7° par rapport à l'écliptique.

## Compléments